# Distrito de Torgau-Oschatz
El Distrito de Torgau-Oschatz (en alemán: Landkreis Torgau-Oschatz) fue, entre 1994 y 2008, un Landkreis (distrito) ubicado en la parte norte del land (estado federado) de Sajonia (Alemania). Limitaba al norte con el land de Sajonia-Anhalt (distrito de Wittenberg), al oeste con el land de Brandeburgo (Elba-Elster y Riesa-Großenhain), al sur con el distrito de Döbeln y al oeste con los distritos de Muldental y Delitzsch. La capital del distrito era la ciudad de Torgau.
El distrito se creó en 1994, por fusión de los anteriores distritos de Torgau y Oschatz, y subsistió hasta el 1 de agosto de 2008, fecha en la que, dentro de una nueva reforma de los distritos de Sajonia, se fusionó a su vez con el distrito de Delitzsch para formar el nuevo distrito de Sajonia Septentrional.

## Composición del distrito
(Número de habitantes a 30 de septiembre de 2005)
| Ciudades 1. Belgern (5.160) 2. Dahlen (5.111) 3. Dommitzsch (3.057) 4. Mügeln (4.798) 5. Oschatz (16.292) 6. Schildau, Gneisenaustadt (3.803) 7. Torgau (18.787) | Municipios 1. Arzberg (2.276) 2. Beilrode (2.662) 3. Cavertitz (2.574) 4. Dreiheide (2.488) 5. Elsnig (1.693) 6. Großtreben-Zwethau (2.085) 7. Liebschützberg (3.545) 8. Mockrehna (5.560) 9. Naundorf (2.668) 10. Pflückuff (2.475) 11. Sornzig-Ablaß (2.455) 12. Trossin (1.512) 13. Wermsdorf (5.999) 14. Zinna (1.661) |